# Halichaetonotus etrolomus
Halichaetonotus etrolomus är en djurart som tillhör fylumet bukhårsdjur, och som beskrevs av Hummon, Balsamo och Todaro 1992. Halichaetonotus etrolomus ingår i släktet Halichaetonotus och familjen Chaetonotidae. Inga underarter finns listade i Catalogue of Life.